# 蒙进喜
蒙进喜（1944年9月—），重庆人，中国人民解放军高级将领、中将军衔。 
2002年授予中将军衔，曾任西藏军区司令员、成都军区副司令员。
中共第十六届中央委员，第九届全国人大代表，第十一届全国政协常务委员，代表特别邀请人士，分入第五十五组。并担任民族和宗教委员会专委。